# Seznam največjih potniških ladij
Največje potniške ladje po obdobju

### Antika
- 240 p.n.š. - Syracusia
- 200 p.n.š. - Thalamegos

### Srednji vek in kasneje
- 15th Century - Zheng He-jeva ladja  (Kitajska)
- 16th Century - Portugalska karavela

### 19. stoletje
- 1831 - SS Royal William (Kanada)
- 1837 - SS Great Western (Združeno kraljestvo) - 76,8 m (251.97 ft)
- 1839 - SS British Queen (Združeno kraljestvo)
- 1840 - SS President (Združeno kraljestvo)
- 1845 - SS Great Britain (Združeno kraljestvo)
- 1854 - SS Himalaya (Združeno kraljestvo) - 100 m (340 ft)
- 1854 - SS Atrato (Združeno kraljestvo)
- 1858 - SS Great Eastern (Združeno kraljestvo) - 211 m (682 ft), razgrajena čet 1889
- 1871 - SS Adriatic (Združeno kraljestvo) - 138 m (452 ft)
- 1873 - RMS City of Chester (Združeno kraljestvo)
- 1875 - SS Britannic (Združeno kraljestvo)
- 1875 - SS City of Berlin (Združeno kraljestvo)
- 1881 - SS Servia (Združeno kraljestvo)
- 1881 - SS City of Rome (Združeno kraljestvo)
- 1888 - SS City of New York (Združeno kraljestvo, ZDA) - 170 m (560 ft)
- 1893 - RMS Campania  (Združeno kraljestvo) - 189,6 m (622 ft)
- 1893 - RMS Lucania  (Združeno kraljestvo) - 189,6 m (622 ft)
- 1897 - SS Kaiser Wilhelm der Grosse (Nemčija) - 200 m (655 ft)
- 1899 - RMS Oceanic (Združeno kraljestvo) - 215 m (704 ft)

### 20. stoletje
- 1901 - RMS Celtic  (Združeno kraljestvo)
- 1903 - RMS Baltic (Združeno kraljestvo)
- 1906 - SS Kaiserin Auguste Victoria (Nemčija)
- 1907 - RMS Lusitania (Združeno kraljestvo)
- 1907 - RMS Mauretania (Združeno kraljestvo)
- 1911 - RMS Olympic (Združeno kraljestvo)

- 1912  - RMS Titanic (Združeno kraljestvo)[1]
- 1915 - HMHS Britannic (Združeno kraljestvo)
- 1935 - SS Normandie (Francija)
- 1936 - RMS Queen Mary (Združeno kraljestvo)
- 1940 - RMS Queen Elizabeth (Združeno kraljestvo)
- 1962 - SS France (France)
- 1969 - RMS Queen Elizabeth 2 (Združeno kraljestvo)
- 1988 - MS Sovereign of the Seas (Norveška, Bahami)
- 1995 - Sun Princess (Bermuda)
- 1996 - Carnival Destiny (Bahami)
- 1997 - Grand Princess (Bermuda)
- 1999 - MS Voyager of the Seas (Bahami)
- 2000 - MS Explorer of the Seas (Bahami)

### 21. stoletje
- 2002 - MS Navigator of the Seas (Bahami)
- 2004 - Queen Mary 2 (Združeno kraljestvo)
- 2006 - MS Freedom of the Seas (Bahami)
- 2007 - MS Liberty of the Seas (Bahami)
- 2008 - MS Independence of the Seas (Bahami)
- 2009 - Oasis of the Seas (Bahami)[2]
- 2010 - Allure of the Seas (Bahami)[3]